# Alfred Adam
Alfred Roger Adam, född 4 april 1908 i Asnières-sur-Seine, Île-de-France, död 7 maj 1982 i Le Perreux-sur-Marne, Île-de-France, var en fransk skådespelare.

## Roller i urval
- 1935 – Hertigen önskar nattkvarter
- 1949 – La Ferme des sept péchés
- 1957 – Häxdansen
- 1957 – Maigret gillrar en fälla
- 1959 – En gata i Paris
- 1959 – Med berått mod
- 1961 – Den vackra amerikanskan (även manus)
- 1961 – Dolt bevis
- 1962 – Leva sitt liv
- 1963 – Med risk för livet
- 1969 – Min onkel Benjamin
- 1974 – Festen kan börja